# Siktjärnen, Härjedalen
Siktjärnen är en sjö i Bergs kommun i Härjedalen och ingår i Ljungans huvudavrinningsområde. Sjön har en area på 0,0593 kvadratkilometer och ligger 566,5 meter över havet.

## Delavrinningsområde
Siktjärnen ingår i det delavrinningsområde (696945-135725) som SMHI kallar för Mynnar i Storsjön. Medelhöjden är 571 meter över havet och ytan är 1,39 kvadratkilometer. Räknas de 9 avrinningsområdena uppströms in blir den ackumulerade arean 66,59 kvadratkilometer. Tandån som avvattnar avrinningsområdet har biflödesordning 2, vilket innebär att vattnet flödar genom totalt 2 vattendrag innan det når havet efter 318 kilometer. Avrinningsområdet består mestadels av skog (61 procent) och sankmarker (35 procent). Avrinningsområdet har 0,06 kvadratkilometer vattenytor vilket ger det en sjöprocent på 4,3 procent.